# Bridget Savage Cole
Bridget Savage Cole (* im 20. Jahrhundert in Massachusetts, zuvor Bridget Palardy) ist eine US-amerikanische Regisseurin und Drehbuchautorin.

## Leben
Die aus einer Stadt in der Nähe von Gloucester in Massachusetts stammende Bridget Savage Cole war ein Jahr nach dem College nach Bar Harbor in Maine gezogen und machte einen Abschluss an der Wesleyan University. Am Anfang ihrer Karriere fertigte sie Videos für das Nylon Magazine.
Ihr Spielfilmdebüt gab sie mit Blow the Man Down, bei dem sie gemeinsam mit Danielle Krudy Regie führte und auch das Drehbuch schrieb. Die beiden Frauen hatten sich kennengelernt, als Savage Cole für die Aufnahmen zu einem Musikvideo als Kamerafrau tätig war und Krudy als ihre Kameraassistentin. Sie besuchten auch zur gleichen Zeit die Wesleyan University, waren jedoch in verschiedenen Jahrgängen. Ihr gemeinsamer Debütfilm feierte im April 2019 beim Tribeca Film Festival seine Premiere, wo er im US Narrative Competition gezeigt wurde. Blow the Man Down wurde mit Filmen der Coen-Brüder verglichen, insbesondere mit Fargo, und erzählt eine frauenzentrierte Geschichte. Zudem wurde Savage Cole beim Tribeca Film Festival gemeinsam mit Krudy für das beste Drehbuch ausgezeichnet.

## Filmografie (Auswahl)
- 2012: Window Dressing (Fernsehserie, 2 Folgen)
- 2015: The Queue (Fernsehserie, 3 Folgen)
- 2019: Blow the Man Down

## Auszeichnungen
Tribeca Film Festival
- 2019: Nominierung als Best Narrative Feature (Blow the Man Down)
- 2019: Auszeichnung für das Beste Drehbuch – U.S. Narrative Feature Film (Blow the Man Down)[8]